# Dipropus curticollis
Dipropus curticollis is een keversoort uit de familie kniptorren (Elateridae). De wetenschappelijke naam van de soort is voor het eerst geldig gepubliceerd in 1906 door Schwarz.